# Lomsdal-Visten nationalpark
Lomsdal-Visten nationalpark (sydsamisk: Njaarken vaarjelimmiedajve) er en norsk nationalpark som ligger fra fjord til fjeld gennem flere forskellige landskabstyper i Vefsn og Vevelstad i landskabet Helgeland i Nordland fylke i Norge. Parken blev oprettet 29. maj 2009, for «at bevare et stort, egenartet og tilnærmet urørt naturområde; bevare den biologiske mangfoldighed med økosystemer, arter og bestande, geologiske forekomster og kulturminder; sikre variationsbredden af naturtyper og store sammenhængende barskovsområder i regionen; sikre grotter og karstformer mod al skade og mod at der fjernes biologisk eller geologisk materiale fra dem; bevare, sammen med landskabsværnsområdet i Indre Visten, et varieret kystlandskab fra fjord til fjeld i Helgeland»  og den dækker et område på 1102 km2.
Nationalparken ligger i Brønnøy, Vevelstad, Vefsn og Grane kommuner i Nordland; og den grænser til Strauman landskapsvernområde på 32 km² som blev oprettet samtidig inderst i fjorden Visten i Vevelstad. Nationalparken afløser Skjørlægda naturreservat i Vefsn, Laksmarkdalen naturreservat i Vevelstad, og Strompdalen naturreservat i Brønnøy.
Nationalparken ligger i Vistfjellan i Vevelstad-Vefsn, og omfatter den østlige kyst af Velfjorden i Brønnøy/Vevelstad. Længst  mod sydøst omfatter den en del af Grane kommune med et bjergmassiv op til 1.293 moh. mod Svenningdalen i øst. Sydøst for dette, på anden side og lidt syd for Svenningdalen, starter Børgefjell nationalpark.

## Geografi, landskab, geologi
Bjergmassivet Vistfjellan dominerer landområdet mellem de dybe fjorde Velfjorden i sydvest og Vefsnfjorden med Mosjøen i nordøst, med toppe op til 1.239 moh. (Vistkjerringa). Ind i dette landområde skærer fjorden Visten, som ikke indgår i nationalparken, men som inderst inde har en  floddal som udgør Strauman Landskapsområde. Nationalparken går sydover langs Eiterådalen og Svenningsdalen med Svenningdalselven næsten ned til landsbyen Tosbotn inderst i fjorden Tosen. På vej til Mosjøen langs E6 fra syd, vil man have nationalparken i bjergmassivet i vest. Der er bratte bjergsider ned til Velfjorden. Området har ingen isbræer.
Landskabet har trange, bratte floddale og kløfter med plateauer og tinder mellem. Der er mange, men små søer i nationalparken. Geologisk er variationen stor, med blandt andet grotter og fjeld af kalksten. Området rummer stryg og vandfald, deriblandt Meheifossen. Her er en natur med  fem varigt beskyttede flodsystemer indenfor nationalparkgrænsen.

## Flora og fauna
Området har kalkstensskov og tilhørende artsrig løvskov. Der er 44 truede og sårbare plante- og dyrearter i værneområdet, deraf sårbare rovfugle, svaner, lomer, spætter og forskellige former for lav og svampe. Faunaen i nationalparken er anset som meget repræsentativ for Helgelands fugle- og dyreliv.

## Kulturminder, forvaltning og brug
Det er registreret op til 9000 år gamle kulturminder i området. Der er nogle overnatningssteder i området i form af enkle hytter og åbne bivakker, og det skal tilrettelægges for friluftsliv uden store tekniske indgreb. Samisk kultur i området har lange rødder, og rendrift er hjemlet i værneforskriften. Jagt, fangst og fiskeri er tilladt i tråd med almen lovgivning.